# Euxesta sororcula
Euxesta sororcula är en tvåvingeart som beskrevs av Christian Rudolph Wilhelm Wiedemann 1830.
Euxesta sororcula ingår i släktet Euxesta och familjen fläckflugor. Inga underarter finns listade i Catalogue of Life.